# Eerste Kamerverkiezingen 2023/Kandidatenlijst/ChristenUnie
De kandidatenlijst voor de Eerste Kamerverkiezingen van 2023 van de lijst ChristenUnie (lijstnummer 9) is na controle door de Kiesraad als volgt vastgesteld:
1. J.C. (Tineke) Huizinga-Heringa
2. H.J.J. (Hendrik-Jan) Talsma
3. F.W.J. (Eric) Holterhues
4. M.J. (Maarten) Verkerk
5. J. (Jolanda) Kluin
6. W.F. (Wilfred) Veldstra
7. B.A. (Beatrice) de Graaf
8. M.A.F. (Marco) Vermin
9. H.F. (Harriette) Verwey
10. B.P. (Bernard) Veldkamp
11. D.J. (Dicky) Nieuwenhuis
12. H.B. (Helga) Hart-Sweet
13. A.G.A. (Andries) Bouwman
14. A.E. (Annebeth) Roor-Wubs
15. J.H. (Jeroen) van Oort
16. M.C.A. (Michel) Klein
17. C.P. (Corine) Dijkstra-Bal
18. I.M. (Inge) Jongman-Mollema
19. C.P. (Onno) van Schayck
20. J.S. (Joël) Voordewind

FVD · VVD · CDA · GroenLinks · D66 · PvdA · PVV · SP · ChristenUnie · Partij voor de Dieren · 50PLUS · SGP · OPNL · JA21 · BBB · Volt